# رود فيليبس (لاعب كرة قدم أمريكية)
رود فيليبس (بالإنجليزية: Rod Phillips) هو لاعب كرة قدم أمريكية أمريكي، ولد في 23 ديسمبر 1952 في ميريديان في الولايات المتحدة.